# A Bahama-szigetek a 2020. évi nyári olimpiai játékokon
Bahama-szigetek a japán Tokióban megrendezett 2020. évi nyári olimpiai játékok egyik részt vevő nemzete volt. Az országot 2 sportágban 15 sportoló képviselte, akik összesen 2 érmet szereztek.

## Érmesek
| Érem  | Versenyző           | Sportág  | Versenyszám |
| ----- | ------------------- | -------- | ----------- |
| Arany | Steven Gardiner     | Atlétika | 400 m       |
| Arany | Shaunae Miller-Uibo | Atlétika | 400 m       |

## Atlétika
Férfi
| Versenyző         | Versenyszám | Előfutam | Előfutam | Elődöntő | Elődöntő | Döntő   | Döntő                    |
| Versenyző         | Versenyszám | Idő      | Hely.    | Idő      | Hely.    | Idő     | Helyezés                 |
| ----------------- | ----------- | -------- | -------- | -------- | -------- | ------- | ------------------------ |
| Samson Colebrooke | 100 m       | 10,33    | 7.       | kiesett  | kiesett  | kiesett | kiesett                  |
| Steven Gardiner   | 400 m       | 45,05    | 1.       | 44,14    | 1.       | 43,85   | 1. helyezett, aranyérmes |
| Alonzo Russell    | 400 m       | 45,51    | 5.       | 46,04    | 7.       | kiesett | kiesett                  |

| Versenyző     | Versenyszám | Selejtező | Selejtező | Döntő    | Döntő    |
| Versenyző     | Versenyszám | Eredmény  | Helyezés  | Eredmény | Helyezés |
| ------------- | ----------- | --------- | --------- | -------- | -------- |
| Jamal Wilson  | Magasugrás  | 2,17 m    | 32.       | kiesett  | kiesett  |
| Donald Thomas | Magasugrás  | 2,21 m    | 25.       | kiesett  | kiesett  |

Női
| Versenyző                                                       | Versenyszám | Előfutam      | Előfutam      | Elődöntő | Elődöntő | Döntő   | Döntő                    |
| Versenyző                                                       | Versenyszám | Idő           | Hely.         | Idő      | Hely.    | Idő     | Helyezés                 |
| --------------------------------------------------------------- | ----------- | ------------- | ------------- | -------- | -------- | ------- | ------------------------ |
| Tynia Gaither                                                   | 100 m       | 11,34         | 3.            | 11,31    | 6.       | kiesett | kiesett                  |
| Devynne Charlton                                                | 100 m gát   | 12,84         | 4.            | 12,66    | 2.       | 12,74   | 6.                       |
| Pedrya Seymour                                                  | 100 m gát   | 13,04         | 4.            | 13,09    | 8.       | kiesett | kiesett                  |
| Anthonique Strachan                                             | 200 m       | 22,76         | 1.            | 22,56    | 3.       | kiesett | kiesett                  |
| Shaunae Miller-Uibo                                             | 200 m       | 22,40         | 2.            | 22,14    | 2.       | 24,00   | 8.                       |
| Shaunae Miller-Uibo                                             | 400 m       | 50,50         | 1.            | 49,60    | 1.       | 48,36   | 1. helyezett, aranyérmes |
| Brianne Bethel Doneisha Anderson Megan Moss Anthonique Strachan | 4 × 400 m   | nem ért célba | nem ért célba |          |          | kiesett | kiesett                  |

## Úszás
Férfi
| Versenyző     | Versenyszám | Előfutam | Előfutam | Előfutam | Elődöntő | Elődöntő | Elődöntő | Döntő   | Döntő    |
| Versenyző     | Versenyszám | Idő      | Hely.    | Össz.    | Idő      | Hely.    | Össz.    | Idő     | Helyezés |
| ------------- | ----------- | -------- | -------- | -------- | -------- | -------- | -------- | ------- | -------- |
| Izaak Bastian | 100 m mell  | 1:01,87  | 8.       | 40.      | kiesett  | kiesett  | kiesett  | kiesett | kiesett  |
| Izaak Bastian | 200 m mell  | 2:17,40  | 5.       | 36.      | kiesett  | kiesett  | kiesett  | kiesett | kiesett  |

Női
| Versenyző    | Versenyszám | Előfutam | Előfutam | Előfutam | Elődöntő | Elődöntő | Elődöntő | Döntő   | Döntő    |
| Versenyző    | Versenyszám | Idő      | Hely.    | Össz.    | Idő      | Hely.    | Össz.    | Idő     | Helyezés |
| ------------ | ----------- | -------- | -------- | -------- | -------- | -------- | -------- | ------- | -------- |
| Joanna Evans | 200 m gyors | 1:58,40  | 7.       | 18.      | kiesett  | kiesett  | kiesett  | kiesett | kiesett  |
| Joanna Evans | 400 m gyors | 4:07,50  | 2.       | 13.      |          |          |          | kiesett | kiesett  |